# مات بران
مات بران هو طبال كندي، ولد في 14 نوفمبر 1980 في غريتر ناباني في كندا.

## روابط خارجية
- مات بران على موقع IMDb (الإنجليزية)
- مات بران على موقع قاعدة بيانات الفيلم (الإنجليزية)